# María Peláe
María Peláe, pseudonimo di María Peláez Sánchez (Malaga, 31 marzo 1990), è una cantautrice spagnola.

## Biografia
Nata a Malaga i suoi genitori gli hanno regalato la sua prima chitarra a 13 anni, mentre a 16 anni ha organizzato il suo primo concerto come percussionista. Poco prima di entrare all'università alla facoltà di medica, ha tenuto il suo primo concerto come solista, e ciò che ha sentito l'ha portata a studiare una facoltà che le permettesse di combinarla con la sua musica, optando prima per la facoltà delle scienze sociali e, successivamente, l'antropologia. 
Nel 2016 pubblica il suo album di debutto Hipocondría, realizzato grazie a una campagna di crowdfunding, e viene promosso attraverso una mini tournée in vari locali in tutta la Spagna. Tra il 2018 e 2019 ha collaborato con l'emittente spagnola TVE nella realizzazione di brani che potessero competere a Operación Triunfo: Gala Eurovisión, il programma che attua a selezionare il rappresentante all'Eurovision Song Contest; nel 2018 ha co-scritto il brano Arde eseguito da Aitana, mentre nel 2019 ha co-scritto Nadie se salva eseguito da Miki Núñez e Natalia Lacunza.
A partire dal 2019, dopo aver ritardato l'inizio del suo nuovo progetto a causa di cambiamenti dell'ultimo minuto, ha iniziato a caricare sul suo canale YouTube una serie di brani che denotavano un cambiamento verso una produzione musicale più moderna. I primi singoli di questo progetto furono En casa de herrero, un brano che parla dell'industria musicale e di questo cambiamento musicale da parte dell'artista, e La niña, una canzone che parla dell'amore tra donne in maniera ironica ed autobiografica. 
Nel 2021 Maria Peláe è stato confermata come concorrente alla nona edizione di Tu cara me suena, classificandosi terza durante la serata finale con la sua imitazione di Lola Flores.
L'anno seguente ha pubblicato il secondo album in studio La folcrónica, scritto a quattro mani con la sua compagna Alba Reig del girl group Sweet California. L'album presenta la collaborazione di artisti del calibro di Pastora Soler, Vanesa Martín, Las Niñas e NIA. 
L'11 novembre 2023 Maria Peláe è stata annunciata tra i partecipanti del Benidorm Fest, il concorso canoro atto a selezionare il rappresentante spagnolo per l'Eurovision Song Contest 2024, dove ha presentato per l'occasione il brano Remitente. Dopo aver superato la seconda semifinale, ha avuto accesso alla finale del 3 febbraio 2024.

## Vita privata
Apertamente lesbica è attiva per dare visibilità alla comunità LGBT durante i suoi interventi televisivi e mediatici.

## Discografia

### Album in studio
- 2017 – Hipocondría
- 2022 – La folcrónica
- 2023 – Al baño María

### Singoli
- 2017 – Reina mora
- 2019 – En casa de herrero
- 2019 – La niña
- 2020 – Y quién no
- 2020 – No me mires así
- 2020 – La confesión
- 2020 – La quería (con Riki Rivera)
- 2021 – Te espero en jarra (con Sandra Carrasco)
- 2021 – Mi tío Juan
- 2021 – Que vengan a por mí
- 2022 – Cómo están las cosas (con Nia)
- 2022 – La quería (con Pastora Soler)
- 2022 – Historia de vida (con Vanesa Martín)
- 2022 – Cuéntale (con Las Niñas)
- 2022 – Por si te vas
- 2022 – El gato marinero
- 2023 – Deshielo
- 2023 – El grillo
- 2023 – La Putukita (con Melody)
- 2024 – Remitente